# Hillire
Der Hillire ist ein Berg in Osttimor im Suco Rotuto (Verwaltungsamt Same, Gemeinde Manufahi) mit einer Höhe von 1437 m.
Vom Berelaca, dem mit 2491 m höchsten der Cablac-Berge, führt ein Seitenkamm nach Süden hinab in den Suco Rotuto. Nach dem Nebengipfel Foho Mude (1297 m) und einem Bergsattel (1230 m) steigt das Land wieder an, bis zum Gipfel des Hillire. Dann fällt das Land über sanfte Hügel ab zu der schmalen Küstenebene an der Timorsee.
Westlich des Hillire entspringt der Moussamau, ein Quellfluss des Caraulun, der dem Westhang des Berges nach Süden hin folgt. Die Siedlungen der Aldeia Hatu-Hei liegen nördlich am Hang des Berelaca und westlich des Flusses. Südlich beginnt die Aldeia Sabou.